# 방배역
방배역(方背驛, Bangbae station)은 서울특별시 서초구 방배동에 위치한 서울 지하철 2호선의 전철역이다. 역 인근에 효령대군 묘소가 있으며, 서울 지하철 7호선 내방역과 약 770m 정도 밖에 떨어져 있지 않아 가깝다. 도보로 두 역 사이를 오갈 수 있다.

## 역사
- 1983년 6월 30일 : 방배역으로 역명 결정[1]
- 1983년 12월 17일 : 서울 지하철 2호선 교대 ~ 서울대입구 구간 개통과 함께 영업 개시[2]

## 역 구조
2면 2선의 곡선 상대식 승강장이며, 승강장에 스크린도어가 설치되어 있고 4개의 출구가 있다. 이 역은 곡선의 여파로 인하여 승강장과 열차 사이의 단차가 있으므로 승, 하차시 주의하여야 한다. 2018년 10월부터 12월까지 승강장의 스크린도어가 노후화로 인해 교체되었다.

### 승강장
| 서초 ↑ |
| \| 외  |
| ↓ 사당 |

| 내선 | ● 서울 지하철 2호선 | 사당 · 신림 · 신도림 · 홍대입구 방면 |
| 외선 | ● 서울 지하철 2호선 | 교대 · 강남 · 잠실 · 성수 방면       |

## 역 주변
- 백석예술대학교
- 백석대학교대학원
- 남부순환로
- 반포세무서
- 방림시장
- 방일초등학교
- 이수중학교
- 서울고등학교
- 상문고등학교
- 서리풀나들길
- 서울남부보훈지청
- 서울지방노동청
- 서울특별시교육연수원
- 서울 지하철 7호선 내방역
- 국제방송교류재단
- 장애우권익문제연구소
- 청권사
- BTN불교TV

## 석면 논란
2007년 1월 지하철역에 발암물질인 석면이 검출되었을 때 방배역이 가장 심각한 것으로 조사되었다. 이에 따라 석면이 검출된 역사를 특별관리 대상으로 지정하고 석면 제거 작업을 진행하고자 하였으나, 방배역에 대해서는 석면 제거 작업시 석면 방출 위험성이 커 석면 제거를 위해 방배역을 잠시 폐쇄하려는 계획을 수립했다. 그러나 방배역을 이용하는 시민들의 불편을 고려, 역을 폐쇄하지 않고 열차가 운행하지 않는 새벽 시간대에 공사가 이루어졌다. 작업은 2008년 12월에 끝났으나, 얼마 후 재조사한 결과 석면이 다시 검출되어 부실작업 논란이 있었다. 이후
서울교통공사에서는 역사를 대대적으로 리모델링하는 공사에 들어가게 되어, 2009년 9월 리모델링 공사가 완료되었다.

## 사진

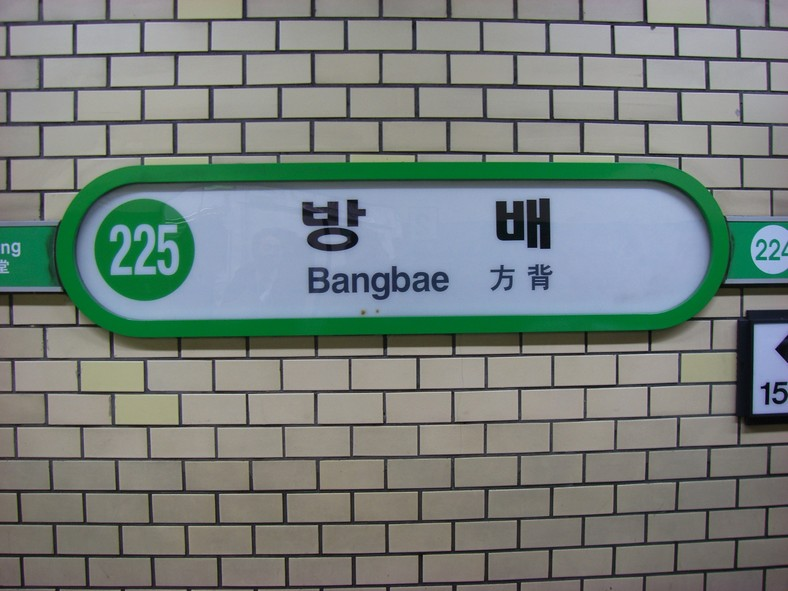
방배역 1
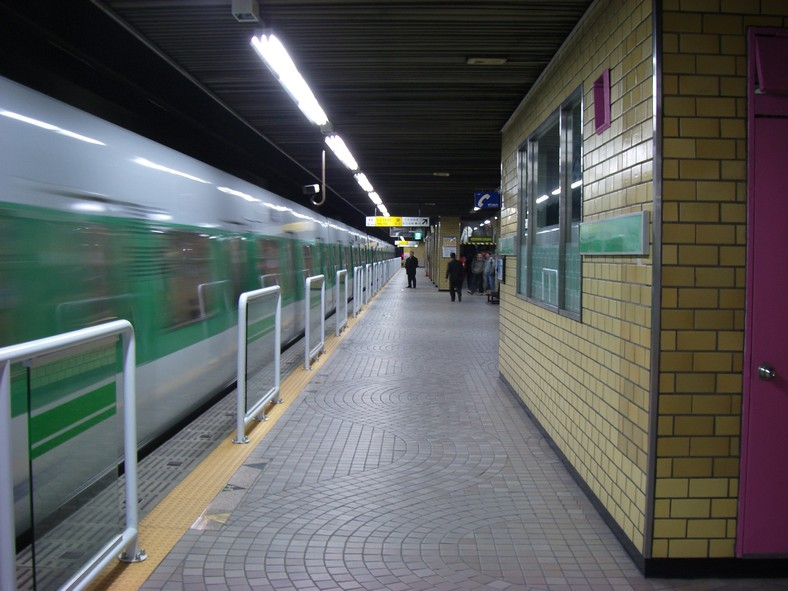
방배역 2
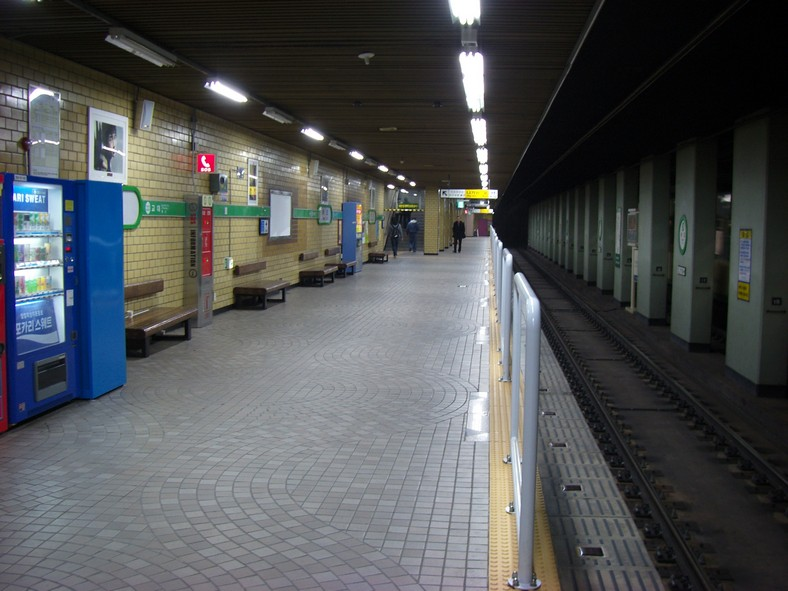
방배역 3

## 이용객 변동
| 노선  | 노선   | 일평균 인원수 (명/일) | 일평균 인원수 (명/일) | 일평균 인원수 (명/일) | 일평균 인원수 (명/일) | 일평균 인원수 (명/일) | 일평균 인원수 (명/일) | 일평균 인원수 (명/일) | 일평균 인원수 (명/일) | 일평균 인원수 (명/일) | 일평균 인원수 (명/일) | 각주  |
| 노선  | 노선   | 2000년                | 2001년                | 2002년                | 2003년                | 2004년                | 2005년                | 2006년                | 2007년                | 2008년                | 2009년                | 각주  |
| ----- | ------ | --------------------- | --------------------- | --------------------- | --------------------- | --------------------- | --------------------- | --------------------- | --------------------- | --------------------- | --------------------- | ----- |
| 2호선 | 승차   | 24,204                | 21,673                | 21,110                | 20,356                | 20,779                | 20,941                | 21,120                | 20,897                | 21,025                | 21,574                | [ 7 ] |
| 2호선 | 하차   | 24,861                | 21,987                | 21,474                | 20,603                | 20,833                | 21,111                | 21,307                | 21,121                | 21,471                | 22,118                | [ 7 ] |
| 2호선 | 승하차 | 49,065                | 43,660                | 42,583                | 40,958                | 41,612                | 42,052                | 42,427                | 42,018                | 42,496                | 43,692                | [ 7 ] |
| 노선  | 노선   | 2010년                | 2011년                | 2012년                | 2013년                | 2014년                | 2015년                | 2016년                | 2017년                | 2018년                |                       | [ 7 ] |
| 2호선 | 승차   | 21,646                | 22,083                | 21,911                | 21,718                | 21,730                | 21,280                | 21,125                | 20,638                | 20,141                |                       | [ 7 ] |
| 2호선 | 하차   | 22,148                | 22,493                | 22,347                | 22,191                | 22,083                | 21,527                | 21,281                | 20,922                | 20,582                |                       | [ 7 ] |
| 2호선 | 승하차 | 43,794                | 44,576                | 44,258                | 43,909                | 43,813                | 42,807                | 42,406                | 41,560                | 40,723                |                       | [ 7 ] |

## 인접한 역
| 서울 지하철 2호선 을지로순환선 | 서울 지하철 2호선 을지로순환선 | 서울 지하철 2호선 을지로순환선 |
| ------------------------------ | ------------------------------ | ------------------------------ |
| 224 서초 외선 순환             | ● 서울 지하철 2호선            | 226 사당 내선 순환             |